# FC Fredericia
FC Fredericia é uma equipe de futebol fundada em 1991, e atualmente joga na segunda divisão do Campeonato Dinamarquês de Futebol.

## Elenco atual
Atualizado em 20 de agosto de 2015.
Legenda
- : Capitão
- : Jogador suspenso
- : Jogador lesionado